# Campeonato Mundial Universitario de Fútbol Americano de 2014
El WUC 2014 fue la I edición del Campeonato Mundial Universitario de Fútbol Americano organizado por la FISU, se disputó del 1 al 11 de mayo de 2014 en Uppsala, Suecia. 
Esta fue la primera vez que el torneo se disputó en el continente europeo. 
El torneo se jugó en 10 días entre 5 naciones para coronar un campeón. 
En esta edición las selección de Japón y México llegaron al último partido de manera invicta donde se enfrentaron para coronar al primer campeón de la competencia. Fue un partido muy complicado para ambas selecciones, donde se decidió hasta el último cuarto del partido, donde Alberto López anotó con un acarreo para darle la ventaja a la selección Mexicana de 14-6 con 1:30 restantes. La selección nipona logró mover el ovoide a zona roja y anotó un touchdawn por vía área de 21 yardas por Yuchiro en la última jugada del partido, sin embargo el árbitro decretó que el receptor estaba fuera del campo al realizar la recepción. De esta manera México logró coronarse el primer campeón del torneo.

## Sede
El 9 de marzo de 2013 la International University Sports Federation (FISU) anuncia que el fútbol americano entraría al programa deportivo de mundiales universitarios, después de la propuesta realizada por la IFAF, la cual organiza el mundial sénior.  Donde la FISU también anuncia que la I edición del Campeonato Mundial Universitario de Fútbol Americano para hombres y mujeres sería realizado por la Federación Universitaria Deportiva de Suecia. Anunciándola como la primera sede del torneo.
El Mundial Universitario de Fútbol Americano tuvo sede en la ciudad de Uppsala, Suecia. Siendo Österängen la principal arena, donde se jugaron los 10 partidos.
| Uppsala          | UppsalaUppsala (Suecia meridional) |
| ---------------- | ---------------------------------- |
| Uppsala (UTC+1)  | UppsalaUppsala (Suecia meridional) |
| Österängen       | UppsalaUppsala (Suecia meridional) |
| Capacidad: 2,700 | UppsalaUppsala (Suecia meridional) |
|                  | UppsalaUppsala (Suecia meridional) |

## Formato de competición
El torneo se planeó para ser disputado entre 6 equipos. Donde se dividirían en dos grupos, para después tener partidos para los podios. De esta manera cada equipo jugaría 3 partidos. Sin embargo Estados Unidos decidió finalmente no asistir al torneo.
Los 5 equipos participantes se enfrentan en un formato round-robin. Los equipos se enfrentan una vez todos contra todos, de esta manera cada equipo juega 4 partidos. El equipo con más victorias se corona campeón del torneo.

## Países Participantes
| América             | Asia            | Europa                          |
| ------------------- | --------------- | ------------------------------- |
| - México - EE. UU.* | - Japón - China | - Suecia(anfitrión) - Finlandia |

*Estados Unidos decidió no asistir al torneo

## Tabla General
| Varonil - peliminar | JJ | JG | JP | Pts. F | Pts. C | Pctje. |
| ------------------- | -- | -- | -- | ------ | ------ | ------ |
| México              | 4  | 4  | 0  | 174    | 6      | 1.00   |
| Japón               | 4  | 3  | 1  | 202    | 14     | .75    |
| Suecia              | 4  | 2  | 2  | 69     | 125    | .50    |
| Finlandia           | 4  | 1  | 3  | 53     | 125    | .25    |
| China               | 4  | 0  | 4  | 0      | 197    | .00    |

## Resultados
|           | 1  | 2  | 3  | 4  | Total |
| --------- | -- | -- | -- | -- | ----- |
| Finlandia | 12 | 12 | 16 | 17 | 47    |
| China     | 0  | 0  | 0  | 0  | 0     |

|        | 1  | 2  | 3  | 4  | Total |
| ------ | -- | -- | -- | -- | ----- |
| México | 21 | 13 | 14 | 14 | 62    |
| Suecia | 0  | 0  | 0  | 0  | 0     |

|           | 1  | 2  | 3  | 4  | Total |
| --------- | -- | -- | -- | -- | ----- |
| Japón     | 28 | 28 | 14 | 14 | 84    |
| Finlandia | 0  | 0  | 0  | 0  | 0     |

|        | 1  | 2  | 3 | 4 | Total |
| ------ | -- | -- | - | - | ----- |
| China  | 0  | 0  | 0 | 0 | 0     |
| Suecia | 27 | 14 | 0 | 0 | 41    |

|           | 1  | 2  | 3  | 4 | Total |
| --------- | -- | -- | -- | - | ----- |
| Finlandia | 0  | 0  | 0  | 0 | 0     |
| México    | 14 | 20 | 13 | 6 | 53    |

|       | 1  | 2 | 3 | 4  | Total |
| ----- | -- | - | - | -- | ----- |
| Japón | 28 | 9 | 3 | 14 | 54    |
| China | 0  | 0 | 0 | 0  | 0     |

| - Fecha : 8 de mayo - Hora : 18:30 - Reporte | \| \| 1 \| 2 \| 3 \| 4 \| Total \| \| ------ \| -- \| -- \| - \| -- \| ----- \| \| Suecia \| 0 \| 0 \| 0 \| 0 \| 0 \| \| Japón \| 24 \| 21 \| 0 \| 12 \| 57 \| | \| \| 1 \| 2 \| 3 \| 4 \| Total \| \| ------ \| -- \| -- \| - \| -- \| ----- \| \| Suecia \| 0 \| 0 \| 0 \| 0 \| 0 \| \| Japón \| 24 \| 21 \| 0 \| 12 \| 57 \| | \| \| 1 \| 2 \| 3 \| 4 \| Total \| \| ------ \| -- \| -- \| - \| -- \| ----- \| \| Suecia \| 0 \| 0 \| 0 \| 0 \| 0 \| \| Japón \| 24 \| 21 \| 0 \| 12 \| 57 \| |    |       |
|                                              | 1 | 2 | 3 | 4  | Total |
| Suecia                                       | 0 | 0 | 0 | 0  | 0     |
| Japón                                        | 24 | 21 | 0 | 12 | 57    |

| - Fecha : 9 de mayo - Hora : 18:30 - Reporte | \| \| 1 \| 2 \| 3 \| 4 \| Total \| \| ------ \| -- \| - \| -- \| - \| ----- \| \| China \| 0 \| 0 \| 0 \| 0 \| 0 \| \| México \| 27 \| 7 \| 14 \| 7 \| 55 \| | \| \| 1 \| 2 \| 3 \| 4 \| Total \| \| ------ \| -- \| - \| -- \| - \| ----- \| \| China \| 0 \| 0 \| 0 \| 0 \| 0 \| \| México \| 27 \| 7 \| 14 \| 7 \| 55 \| | \| \| 1 \| 2 \| 3 \| 4 \| Total \| \| ------ \| -- \| - \| -- \| - \| ----- \| \| China \| 0 \| 0 \| 0 \| 0 \| 0 \| \| México \| 27 \| 7 \| 14 \| 7 \| 55 \| |   |       |
|                                              | 1 | 2 | 3 | 4 | Total |
| China                                        | 0 | 0 | 0 | 0 | 0     |
| México                                       | 27 | 7 | 14 | 7 | 55    |

| - Fecha : 10 de mayo - Hora : 18:30 - Reporte | \| \| 1 \| 2 \| 3 \| 4 \| Total \| \| --------- \| - \| - \| -- \| - \| ----- \| \| Suecia \| 7 \| 7 \| 14 \| 0 \| 28 \| \| Finlandia \| 0 \| 6 \| 0 \| 0 \| 6 \| | \| \| 1 \| 2 \| 3 \| 4 \| Total \| \| --------- \| - \| - \| -- \| - \| ----- \| \| Suecia \| 7 \| 7 \| 14 \| 0 \| 28 \| \| Finlandia \| 0 \| 6 \| 0 \| 0 \| 6 \| | \| \| 1 \| 2 \| 3 \| 4 \| Total \| \| --------- \| - \| - \| -- \| - \| ----- \| \| Suecia \| 7 \| 7 \| 14 \| 0 \| 28 \| \| Finlandia \| 0 \| 6 \| 0 \| 0 \| 6 \| |   |       |
|                                               | 1 | 2 | 3 | 4 | Total |
| Suecia                                        | 7 | 7 | 14 | 0 | 28    |
| Finlandia                                     | 0 | 6 | 0 | 0 | 6     |

| - Fecha : 11 de mayo - Hora : 16:00 - Reporte | \| \| 1 \| 2 \| 3 \| 4 \| Total \| \| ------ \| - \| - \| - \| - \| ----- \| \| México \| 0 \| 7 \| 0 \| 7 \| 14 \| \| Japón \| 0 \| 0 \| 6 \| 0 \| 6 \| | \| \| 1 \| 2 \| 3 \| 4 \| Total \| \| ------ \| - \| - \| - \| - \| ----- \| \| México \| 0 \| 7 \| 0 \| 7 \| 14 \| \| Japón \| 0 \| 0 \| 6 \| 0 \| 6 \| | \| \| 1 \| 2 \| 3 \| 4 \| Total \| \| ------ \| - \| - \| - \| - \| ----- \| \| México \| 0 \| 7 \| 0 \| 7 \| 14 \| \| Japón \| 0 \| 0 \| 6 \| 0 \| 6 \| |   |       |
|                                               | 1 | 2 | 3 | 4 | Total |
| México                                        | 0 | 7 | 0 | 7 | 14    |
| Japón                                         | 0 | 0 | 6 | 0 | 6     |

## Campeón
| Campeón del Mundo 2014 |
| Bandera de México      |
| México                 |
| 1.º título             |

## Estadísticas Individuales

### Pasadores
| no. | Nombre               | Equipo    | Att | Comp | Yds | TD | Int |
| --- | -------------------- | --------- | --- | ---- | --- | -- | --- |
| 12  | Alejandro García     | México    | 49  | 32   | 436 | 7  | 1   |
| 9   | Fabian Söderberg     | Suecia    | 60  | 29   | 371 | 6  | 1   |
| 12  | Araki Yuchiro        | Japón     | 37  | 22   | 336 | 5  | 0   |
| 5   | Sebastian Berndtsson | Finlandia | 74  | 26   | 312 | 1  | 2   |
| 3   | Yiben Wang           | China     | 52  | 21   | 203 | 0  | 8   |
| 14  | José Fernández       | México    | 17  | 10   | 142 | 3  | 0   |
| 10  | Kyogo K              | Japón     | 12  | 4    | 109 | 3  | 3   |
| 18  | Ishiuchi Takuya      | Japón     | 11  | 7    | 90  | 1  | 0   |

### Receptores
| no. | Nombre             | Equipo    | Rec | Yds | TD |
| --- | ------------------ | --------- | --- | --- | -- |
| 14  | Jimmy Palmborg     | Suecia    | 6   | 143 | 2  |
| 11  | Markus Häkli       | Finlandia | 11  | 138 | 1  |
| 81  | Jonathan Wahlgren  | Suecia    | 7   | 137 | 2  |
| 88  | Pedro Magallanes   | México    | 7   | 111 | 4  |
| 12  | Marcus Siiskonen   | Finlandia | 7   | 106 | 0  |
| 9   | Siyu Chen          | China     | 7   | 104 | 0  |
| 7   | José Sánchez       | México    | 6   | 91  | 0  |
| 25  | Nishimura Aruto    | Japón     | 3   | 87  | 2  |
| 3   | Alberto López      | México    | 4   | 82  | 1  |
| 88  | Kinoshita Muneyuki | Japón     | 3   | 78  | 2  |
| 1   | Shingo M           | Japón     | 2   | 70  | 1  |
| 19  | Keita S            | Japón     | 6   | 69  | 3  |
| 19  | Manuel Barrios     | México    | 8   | 62  | 1  |
| 35  | Gerardo González   | México    | 5   | 62  | 2  |
| 2   | Victor Toresson    | Suecia    | 7   | 59  | 1  |
| 32  | Henri Routila      | Finlandia | 5   | 50  | 0  |
| 44  | Nicolás Contla     | México    | 3   | 40  | 2  |

### Corredores
| no. | Nombre           | Equipo    | Acar | Yds | TD |
| --- | ---------------- | --------- | ---- | --- | -- |
| 3   | Alberto López    | México    | 32   | 299 | 7  |
| 28  | Inoue Shu        | Japón     | 19   | 260 | 4  |
| 20  | Takagi Ryo       | Japón     | 13   | 189 | 1  |
| 31  | Zhigang Zhong    | China     | 44   | 180 | 0  |
| 2   | Juan López       | México    | 15   | 167 | 1  |
| 8   | Matti Raski      | Finlandia | 35   | 158 | 3  |
| 32  | Henri Routila    | Finlandia | 27   | 125 | 3  |
| 34  | Shun U           | Japón     | 7    | 109 | 2  |
| 9   | Fabian Söderberg | Suecia    | 21   | 105 | 1  |
| 7   | Matti Airaksinen | Finlandia | 25   | 96  | 0  |
| 2   | Victor Toresson  | Suecia    | 25   | 80  | 1  |
| 1   | Salvador Sierra  | México    | 11   | 79  | 1  |
| 3   | Takaguchi Kazuki | Japón     | 12   | 79  | 1  |
| 6   | Hellemark H      | Suecia    | 5    | 63  | 2  |
| 15  | Gerardo Ramos    | México    | 4    | 53  | 1  |
| 85  | Araki Hayato     | Japón     | 2    | 45  | 1  |
| 30  | Ryosuke O        | Japón     | 6    | 45  | 2  |

## Premios y reconocimientos

### Jugador del partido
Este es un premio individual que se entrega al finalizar cada uno de los 10 partidos disputados, el cual reconocer al mejor jugador del partido de cada equipo.
| Jugador                           | Partido |
| --------------------------------- | ------- |
| Matti Raski Yang Hao              | 47:0    |
| Marcus Junback Alejandro García   | 0:62    |
| Shu Inoue Henri Rautila           | 84:0    |
| Zhong Zhi Gang Linus Larsson      | 0:41    |
| Sebastian Berndtsson Pavel Fisher | 0:53    |
| Ryo Takagi Zhang Han Yang         | 54:0    |
| Robert Wilhelmsson Ryo Takagi     | 0:57    |
| Alberto López Si Yu Chen          | 55:0    |
| Fabian Söderberg Marcus Häki      | 28:6    |
| Mauricio Salazar Yuchiro Araki    | 14:6    |

### MVP
El MVP es el premio al jugador más valioso del torneo. A lo largo de todo el torneo  se analizan las capacidades de cada jugador para otorgar el reconocimiento al mejor jugador por sus actuaciones en la competencia.
| Premio            | Jugador          | Selección |
| ----------------- | ---------------- | --------- |
| Jugador defensivo | Mauricio Salazar | México    |
| Jugador Ofensivo  | Alejandro García | México    |